# 安娜·克雷格尔谋杀案
阿納斯塔西娅·“安娜”·克雷格尔（英語：Anastasia "Ana" Kriégel，2004年2月8日－2018年5月14日）是一名俄罗斯裔爱尔兰籍女孩，她于2018年5月14日在都柏林附近的卢肯镇的某处大宅里遭受到暴力袭击、强奸及谋杀。行凶的两名男孩，——由于他们在事发时年仅13岁，因此媒体以男孩A和男孩B称呼他们。——被判谋杀罪名成立；其中男孩A更是以加重性侵害入罪。这两名男孩是爱尔兰司法史上最年轻的谋杀罪罪犯。

## 死者生平

### 早年生活
安娜塔西娅（俄语：Анастасия）于2004年出生于俄罗斯联邦的新库兹涅茨克，很快就被当地的孤儿院收养。 2006年，安娜塔西娅被杰拉尔丁·克雷格尔（Geraldine Kriégel）及她出生于法国的丈夫帕特里克·克雷格尔（Patric Kriégel）所收养，并搬至爱尔兰生活。 尽管她的养父母与俄罗斯没有任何文化联系，但他们还是试图保证安娜与她母国的文化联系，例如：他们保留了她原来的俄罗斯名字。 迁居爱尔兰之后，安娜与她的养父母居住在基尔代尔郡萊克斯利普纽顿公园（Newtown Park）的住宅区。

### 移居爱尔兰
安娜有一些健康问题，她的右耳有一个必须摘除的肿瘤，这使得她几乎失聪。但据她的养父母表示，安娜在小学的大部分时候都是快乐的。 此外，安娜还有一些视力问题。 中学时代，安娜就读于康菲学院，并努力在那里结交朋友。 安娜曾经因为画黑眼圈而遭到学校的停学处罚，但她母亲认为这表达了她内心的痛苦。 因为安娜曾经遭遇过霸凌，曾在2017年自残过。 某些霸凌行为可能发生在安娜上中学之前，而其中一些网络霸凌内容是关于她被收养的事情以及她的身高。 甚至一些霸凌内容带有某些性暗示。 这些情况导致安娜自己建立一些虚假社交账户来“霸凌”她自己。 因此，安娜的母亲要求她必须将她所有应用程序的密码提供给她，以便其检查。

### 失踪
2018年5月14日，安娜參加了一次輔導會議。她從學校回家，換上校服，然後步行到萊克斯利普市中心。她回來並回到自己的房間，之後那個後來被稱為男孩B的孩子在下午5:00叫到克雷格爾的家。安娜的母親杰拉爾丁回憶說，安娜沒有朋友，“沒有人打電話給安娜”。
安娜（Ana）最後一次出現在下午5:30在聖凱瑟琳公園（St Catherine's Park）。